# Montoro Inferiore
Montoro Inferiore – miejscowość i gmina we Włoszech, w regionie Kampania, w prowincji Avellino.
Według danych na I 2009 gminę zamieszkiwało 10 377 osób przy gęstości zaludnienia 532,4 os./1 km².
3 grudnia 2013 nastąpiła likwidacja gminy, a z miejscowości Montoro Inferiore i Montoro Superiore utworzono nową gminę Montoro.